# Peine de mort en Virginie
La peine de mort en Virginie, supprimée en février 2021, était une condamnation légale dans cet État, pratiquée depuis 1608. La dernière exécution y remonte à 2017.

## Situation
La pendaison fut la méthode en vigueur dans cet État jusqu'en 1909, date à laquelle elle fut remplacée par la chaise électrique. L'injection létale fut adoptée comme méthode alternative à cette dernière en 1994, les condamnés ayant toujours le choix du mode d'exécution.
Alors que dans bien des États, les condamnés à mort sont presque assurés de mourir de vieillesse dans le couloir de la mort, en Virginie, la grande majorité des peines prononcées ont été appliquées. En tout près de 70 % des condamnations à mort ont été mises à exécution contre près de 50 % au Texas. Ces criminels sont rarement exécutés plus de 12 ans après leur crime alors que cette durée va jusqu'à plus de 35 ans dans certains États. 
L'ancien gouverneur démocrate Tim Kaine était personnellement opposé à la peine de mort mais l'appliquait malgré tout, estimant que c'est la responsabilité du législateur.
Le 22 février 2021, la Virginie, qui « totalisait depuis 1608, date de son premier condamné à mort, le plus grand nombre d’exécutions du pays », est le vingt-troisième État — et premier État sudiste — à voter la suppression de la peine de mort.

## Exécutions depuis 1975
Les exécutions ont lieu à Jarratt au Greensville Correctional Center (en).
| Criminel           | Date              | Méthode(s)        | Sexe  | Victime(s)                                                               | Gouverneur      |
| ------------------ | ----------------- | ----------------- | ----- | ------------------------------------------------------------------------ | --------------- |
| Frank Coppola      | 10 août 1982      | Chaise électrique | Homme | Muriel Hatchell.                                                         | Chuck Robb      |
| Linwood Briley     | 12 octobre 1984   | Chaise électrique | Homme | John Gallaher.                                                           | Chuck Robb      |
| James Briley       | 18 avril 1985     | Chaise électrique | Homme | Harvey et Judy Barton.                                                   | Chuck Robb      |
| Morris Mason       | 25 juin 1985      | Chaise électrique | Homme | Margaret Hand.                                                           | Chuck Robb      |
| Michael Smith      | 31 juillet 1986   | Chaise électrique | Homme | Audrey Weiler.                                                           | Gerald Baliles  |
| Richard Whitley    | 6 juillet 1987    | Chaise électrique | Homme | Phoebe Parsons.                                                          | Gerald Baliles  |
| Earl Clanton       | 14 avril 1988     | Chaise électrique | Homme | Wilhemina Smith.                                                         | Gerald Baliles  |
| Alton Waye         | 30 août 1989      | Chaise électrique | Homme | Laverne Marshall.                                                        | Gerald Baliles  |
| Richard Boggs      | 19 juillet 1990   | Chaise électrique | Homme | Treeby Shaw.                                                             | Douglas Wilder  |
| Wilbert Evans      | 17 octobre 1990   | Chaise électrique | Homme | William Truesdale.                                                       | Douglas Wilder  |
| Buddy Justus       | 13 décembre 1990  | Chaise électrique | Homme | Ida Moses.                                                               | Douglas Wilder  |
| Albert Clozza      | 24 juillet 1991   | Chaise électrique | Homme | Patricia Bolton.                                                         | Douglas Wilder  |
| Derick Peterson    | 22 août 1991      | Chaise électrique | Homme | Howard Kauffman.                                                         | Douglas Wilder  |
| Roger Coleman      | 20 mai 1992       | Chaise électrique | Homme | Wanda McCoy.                                                             | Douglas Wilder  |
| Edward Fitzgerald  | 23 juillet 1992   | Chaise électrique | Homme | Patricia Cubbage.                                                        | Douglas Wilder  |
| Wille Jones        | 11 septembre 1992 | Chaise électrique | Homme | Graham et Myra Adkins.                                                   | Douglas Wilder  |
| Timothy Bunch      | 10 décembre 1992  | Chaise électrique | Homme | Su Thomas.                                                               | Douglas Wilder  |
| Charles Stamper    | 13 janvier 1993   | Chaise électrique | Homme | Franklin Cooley, Agnes Hicks, Stephen Staples.                           | Douglas Wilder  |
| Syvasky Poyner     | 18 mars 1993      | Chaise électrique | Homme | Joyce Baldwin, Louise Paulett, Chestine Brooks, Vicki Ripple et 1 autre. | Douglas Wilder  |
| Andrew Chabrol     | 17 juin 1993      | Chaise électrique | Homme | Lisa Harrington.                                                         | Douglas Wilder  |
| Joe Wise           | 14 septembre 1993 | Chaise électrique | Homme | William Ricketson.                                                       | Douglas Wilder  |
| David Pruett       | 16 décembre 1993  | Chaise électrique | Homme | Wilma Harvey, Debra McInnis.                                             | Douglas Wilder  |
| Johnny Watkins     | 3 mars 1994       | Chaise électrique | Homme | Carl Buchanan, Betty Barker.                                             | George Allen    |
| Timothy Spencer    | 27 avril 1994     | Chaise électrique | Homme | Susan Tucker, Debbie Davis, Susan Hellams, Diane Cho.                    | George Allen    |
| Dana Edmonds       | 24 janvier 1995   | Injection létale  | Homme | John Elliott.                                                            | George Allen    |
| Willie Turner      | 26 mai 1995       | Injection létale  | Homme | Jack Smith.                                                              | George Allen    |
| Dennis Stockton    | 27 septembre 1995 | Injection létale  | Homme | Kenneth Ardner.                                                          | George Allen    |
| Mickey Davidson    | 19 octobre 1995   | Injection létale  | Homme | Doris Davidson, Mamie Clatterbuck, Tammy Clatterbuck.                    | George Allen    |
| Herman Barnes      | 13 novembre 1995  | Injection létale  | Homme | Clyde Jenkins, Mohammed Afifi.                                           | George Allen    |
| Walter Correll     | 4 janvier 1996    | Injection létale  | Homme | Charles Bousman.                                                         | George Allen    |
| Richard Townes     | 23 janvier 1996   | Injection létale  | Homme | Virginia Goebel.                                                         | George Allen    |
| Joseph Savino      | 17 juillet 1996   | Injection létale  | Homme | Thomas McWaters.                                                         | George Allen    |
| Ronald Bennett     | 21 novembre 1996  | Injection létale  | Homme | Anne Vaden.                                                              | George Allen    |
| Gregory Beaver     | 4 décembre 1996   | Injection létale  | Homme | Leo Whitt.                                                               | George Allen    |
| Larry Stout        | 10 décembre 1996  | Injection létale  | Homme | Jacqueline Kooshian.                                                     | George Allen    |
| Lem Tuggle         | 12 décembre 1996  | Injection létale  | Homme | Jessie Havens.                                                           | George Allen    |
| Ronald Hoke        | 16 décembre 1996  | Injection létale  | Homme | Virginia Stell.                                                          | George Allen    |
| Michael George     | 6 février 1997    | Injection létale  | Homme | Alexander Sztanko.                                                       | George Allen    |
| Coleman Gray       | 26 février 1997   | Injection létale  | Homme | Richard McClelland.                                                      | George Allen    |
| Roy Smith          | 17 juillet 1997   | Injection létale  | Homme | John Conner.                                                             | George Allen    |
| Joseph O'Dell      | 23 juillet 1997   | Injection létale  | Homme | Helen Schartner.                                                         | George Allen    |
| Carlton Pope       | 19 août 1997      | Injection létale  | Homme | Cynthia Gray.                                                            | George Allen    |
| Mario Murphy       | 17 septembre 1997 | Injection létale  | Homme | James Radcliff.                                                          | George Allen    |
| Dawud Mu'Min       | 13 novembre 1997  | Injection létale  | Homme | Gladys Nopwasky.                                                         | George Allen    |
| Michael Satcher    | 9 décembre 1997   | Injection létale  | Homme | Anne Borghesani.                                                         | George Allen    |
| Thomas Beavers     | 11 décembre 1997  | Injection létale  | Homme | Marguerite Lowery.                                                       | George Allen    |
| Tony Mackall       | 10 février 1998   | Injection létale  | Homme | Mary Dahn.                                                               | Jim Gilmore     |
| Douglas Buchanan   | 18 mars 1998      | Injection létale  | Homme | Donald, Douglas, Geraldine et J.J Buchanan.                              | Jim Gilmore     |
| Ronald Watkins     | 25 mars 1998      | Injection létale  | Homme | William McCauley.                                                        | Jim Gilmore     |
| Angel Breard       | 14 avril 1998     | Injection létale  | Homme | Ruth Dickie.                                                             | Jim Gilmore     |
| Dennis Eaton       | 18 juin 1998      | Injection létale  | Homme | Jerry Hines, Walter Custer, Ripley Marston, Judith McDonald.             | Jim Gilmore     |
| Danny King         | 23 juillet 1998   | Injection létale  | Homme | Carolyn Rogers.                                                          | Jim Gilmore     |
| Lance Chandler     | 20 août 1998      | Injection létale  | Homme | Billy Dix.                                                               | Jim Gilmore     |
| Johnile DuBois     | 31 août 1998      | Injection létale  | Homme | Philip Council.                                                          | Jim Gilmore     |
| Kenneth Stewart    | 23 septembre 1998 | Chaise électrique | Homme | Jonathan et Cynthia Stewart.                                             | Jim Gilmore     |
| Dwayne Wright      | 14 octobre 1998   | Injection létale  | Homme | Saba Tekle.                                                              | Jim Gilmore     |
| Ronald Fitzgerald  | 21 octobre 1998   | Injection létale  | Homme | Coy White, Hugh Morrison.                                                | Jim Gilmore     |
| Kenneth Wilson     | 17 novembre 1998  | Injection létale  | Homme | Jacqueline Stephens.                                                     | Jim Gilmore     |
| Kevin Cardwell     | 3 décembre 1998   | Injection létale  | Homme | Anthony Brown.                                                           | Jim Gilmore     |
| Mark Sheppard      | 20 janvier 1999   | Injection létale  | Homme | Richard et Rebecca Rosenbluth.                                           | Jim Gilmore     |
| Tony Fry           | 4 février 1999    | Injection létale  | Homme | Leland Jacobs.                                                           | Jim Gilmore     |
| George Quesinberry | 9 mars 1999       | Injection létale  | Homme | Thomas Haynes.                                                           | Jim Gilmore     |
| David Fisher       | 25 mars 1999      | Injection létale  | Homme | David Wilkey.                                                            | Jim Gilmore     |
| Carl Chichester    | 13 avril 1999     | Injection létale  | Homme | Timothy Rigney.                                                          | Jim Gilmore     |
| Arthur Jenkins     | 20 avril 1999     | Injection létale  | Homme | Floyd Jenkins, Timothy Brinklow.                                         | Jim Gilmore     |
| Eric Payne         | 28 avril 1999     | Injection létale  | Homme | Ruth Parham, Sally Fazio.                                                | Jim Gilmore     |
| Ronald Yeatts      | 29 avril 1999     | Injection létale  | Homme | Ruby Dodson.                                                             | Jim Gilmore     |
| Tommy Strickler    | 21 juillet 1999   | Injection létale  | Homme | Leann Whitlock.                                                          | Jim Gilmore     |
| Marlon Williams    | 17 août 1999      | Injection létale  | Homme | Helen Bedsole.                                                           | Jim Gilmore     |
| Everett Mueller    | 16 septembre 1999 | Injection létale  | Homme | Charity Powers.                                                          | Jim Gilmore     |
| Jason Joseph       | 19 octobre 1999   | Injection létale  | Homme | Jeffrey Anderson.                                                        | Jim Gilmore     |
| Thomas Royal       | 9 novembre 1999   | Injection létale  | Homme | Kenny Wallace.                                                           | Jim Gilmore     |
| Andre Graham       | 9 décembre 1999   | Injection létale  | Homme | Richard et Rebecca Rosenbluth, Sheryl Stack.                             | Jim Gilmore     |
| Douglas Thomas     | 10 janvier 2000   | Injection létale  | Homme | James et Kathy Wiseman.                                                  | Jim Gilmore     |
| Steve Roach        | 13 janvier 2000   | Injection létale  | Homme | Mary Hughes.                                                             | Jim Gilmore     |
| Lonnie Weeks       | 16 mars 2000      | Injection létale  | Homme | Jose Cavazos.                                                            | Jim Gilmore     |
| Michael Clagett    | 6 juillet 2000    | Chaise électrique | Homme | Lam Son, Wendell Parish, Karen Rounds, Abdelaziz Gren.                   | Jim Gilmore     |
| Russell Burket     | 30 août 2000      | Injection létale  | Homme | Katherine et Ashley Tafelski.                                            | Jim Gilmore     |
| Derek Barnabei     | 14 septembre 2000 | Injection létale  | Homme | Sarah Wisnosky.                                                          | Jim Gilmore     |
| Bobby Ramdass      | 10 octobre 2000   | Injection létale  | Homme | Mohammed Kayani.                                                         | Jim Gilmore     |
| Christopher Goins  | 6 décembre 2000   | Injection létale  | Homme | James Randolph, Robert, Nicole, David et Daphne Jones.                   | Jim Gilmore     |
| Thomas Akers       | 1er mars 2001     | Injection létale  | Homme | Wesley Smith.                                                            | Jim Gilmore     |
| Christopher Beck   | 18 octobre 2001   | Injection létale  | Homme | David Kaplan, William Miller, Florence Marks.                            | Jim Gilmore     |
| James Patterson    | 13 mars 2002      | Injection létale  | Homme | Joyce Aldridge.                                                          | Mark Warner     |
| Daniel Zirkle      | 2 avril 2002      | Injection létale  | Homme | Christina Zirkle, Jessica Shiflett.                                      | Mark Warner     |
| Walter Mickens     | 12 juin 2002      | Injection létale  | Homme | Timothy Hall.                                                            | Mark Warner     |
| Mir Kasi           | 14 novembre 2002  | Injection létale  | Homme | Frank Darling, Lansing Bennett.                                          | Mark Warner     |
| Earl Bramblett     | 9 avril 2003      | Chaise électrique | Homme | Blaine, Winter, Teresa et Anah Hodges.                                   | Mark Warner     |
| Bobby Swisher      | 22 juillet 2003   | Injection létale  | Homme | Dawn Snyder.                                                             | Mark Warner     |
| Brian Cherrix      | 18 mars 2004      | Injection létale  | Homme | Tessa Van Hart.                                                          | Mark Warner     |
| Dennis Orbe        | 31 mars 2004      | Injection létale  | Homme | Richard Burnett.                                                         | Mark Warner     |
| Mark Bailey        | 22 juillet 2004   | Injection létale  | Homme | Nathan et Katherine Bailey.                                              | Mark Warner     |
| James Hudson       | 18 août 2004      | Injection létale  | Homme | Stanley, Walter et Patsy Cole.                                           | Mark Warner     |
| James Reid         | 9 septembre 2004  | Injection létale  | Homme | Annie Lester.                                                            | Mark Warner     |
| Dexter Vinson      | 27 avril 2006     | Injection létale  | Homme | Angela Felton.                                                           | Tim Kaine       |
| Brandon Hedrick    | 20 juillet 2006   | Chaise électrique | Homme | Lisa Crider.                                                             | Tim Kaine       |
| Michael Lenz       | 27 juillet 2006   | Injection létale  | Homme | Brent Parker.                                                            | Tim Kaine       |
| John Schmitt       | 9 novembre 2006   | Injection létale  | Homme | Earl Dunning.                                                            | Tim Kaine       |
| Kevin Green        | 27 mai 2008       | Injection létale  | Homme | Patricia Vaughan.                                                        | Tim Kaine       |
| Robert Yarbrough   | 25 juin 2008      | Injection létale  | Homme | Cyril Hamby.                                                             | Tim Kaine       |
| Kent Jackson       | 10 juillet 2008   | Injection létale  | Homme | Beulah Kaiser.                                                           | Tim Kaine       |
| Christopher Emmett | 24 juillet 2008   | Injection létale  | Homme | John Langley.                                                            | Tim Kaine       |
| Edward Bell        | 19 février 2009   | Injection létale  | Homme | Ricky Timbrook.                                                          | Tim Kaine       |
| John Muhammad      | 10 novembre 2009  | Injection létale  | Homme | Dean Meyers.                                                             | Tim Kaine       |
| Larry Elliott      | 17 novembre 2009  | Chaise électrique | Homme | Robert Finch, Dana Thrall.                                               | Tim Kaine       |
| Paul Powell        | 18 mars 2010      | Chaise électrique | Homme | Stacie Reed.                                                             | Bob McDonnell   |
| Darrick Walker     | 20 mai 2010       | Injection létale  | Homme | Stanley Beale, Clarence Threat.                                          | Bob McDonnell   |
| Teresa Lewis       | 23 septembre 2010 | Injection létale  | Femme | Julian et Charles Lewis.                                                 | Bob McDonnell   |
| Jerry Jackson      | 18 août 2011      | Injection létale  | Homme | Ruth Phillips.                                                           | Bob McDonnell   |
| Robert Gleason     | 16 janvier 2013   | Chaise électrique | Homme | Harvey Watson, Aaron Cooper.                                             | Bob McDonnell   |
| Alfredo Prieto     | 1er octobre 2015  | Injection létale  | Homme | Warren Fulton, Rachael Raver.                                            | Terry McAuliffe |
| Ricky Gray         | 18 janvier 2017   | Injection létale  | Homme | Stella et Ruby Harvey.                                                   | Terry McAuliffe |
| William Morva      | 6 juillet 2017    | Injection létale  | Homme | Eric Sutphin, Derrick McFarland.                                         | Terry McAuliffe |

## Condamnés à mort
En janvier 2019 le couloir de la mort de Virginie compte trois condamnés. Depuis 1975, 11 condamnés ont été graciés en Virginie,.
| Criminel        | Date de condamnation | Crime(s)                                                                                           |
| --------------- | -------------------- | -------------------------------------------------------------------------------------------------- |
| Mark Lawlor     | 16 mars 2011         | Meurtre en 2008 d'une femme en la battant à mort avec un marteau après l'avoir violée.             |
| Thomas Porter   | 16 juillet 2007      | Meurtre en 2005 d'un policier en lui tirant dessus.                                                |
| Anthony Juniper | 1er avril 2005       | Meurtre en 2004 de quatre personnes dont deux enfants de deux et quatre ans en leur tirant dessus. |